# Sandvine Sweden
Sandvine Sweden, tidigare kallat Procera Networks, är den svenska delen av det internationella datornätverksföretaget Sandvine. Företaget har två kontor, ett i Varberg och ett i Malmö. Sandvine Sweden ägnar sig bland annat åt utveckling och programmering, samt försäljning av både mjukvara och hårdvara.

## Historik
I början av 2000-talet hette företaget Netintact AB och var då helsvenskt. Netintact köptes så småningom upp av det amerikanska företaget Procera Networks och år 2015 köpte det San Franciscobaserade riskkapitalbolaget Francisco Partners Procera Networks. 2017 köpte Francisco Partners även kanadensiska Sandvine Inc., vilket slogs ihop med Procera Networks. Den svenska delen av resultatet av hopslagningen fick namnet Sandvine Sweden.

## Tjänster
Sandvine både utvecklar och säljer tjänster och produkter för bland annat identifiering och censurering av nätverksdata. Med produkterna kan användaren exempelvis se vilka webbplatser som besöks och vilka appar som används, samt blockera dessa, både för enskilda användare, och för hela länders befolkningar. Exempel på hemsidor som blockerats med hjälp av Sandvines produkter inkluderar Wikipedia, nyhetssidor och sidor tillhörande människorättsorganisationer och HBTQ-communities. Produkterna har färdiga funktioner för att identifiera och blockera tjänster och appar som exempelvis Facebook, Skype, Twitter, Youtube, Whatsapp, Signal och Telegram.

## Produkter
En av Sandvines viktigaste produkter går under namnet PacketLogic. Den började för nära 20 år sedan att utvecklas i Varberg, och har använts av flera regimer åtminstone fram till och med 2020. PacketLogic har några av världens mest avancerade funktioner för analys, behandling och manipulation av internettrafik. PacketLogic utvecklades i syfte att analysera och styra om trafik över stora nätverk av datorer, exempelvis genom att skilja på olika typer av trafik och att ge dessa olika prioritet, bland annat för att förbättra användarupplevelsen hos slutanvändare. Produkten har dock använts även i helt andra syften, som i Egypten där den använts för censur av nyhetssidor och människorättsorganisationers webbplatser, och i Turkiet där den använts för censur av exempelvis Wikipedia och den nederländska nyhetsorganisationen Nederlandse Omroep Stichtings webbplats.

## Koncernstruktur
Sandvine Sweden är dotterbolag till Sandvine Holding (UK) Ltd, och är tillsammans med Sandvine Holding moderbolag till Netintact Pty Ltd, Australien med 51 % respektive 49 % av ägandet.

## Samröre med auktoritära regimer
År 2016 efterfrågade det turkiska telekombolaget Türk Telekom, genom nätverksspecialisten Sekom, ett sätt att ta fram internetanvändares användarnamn och lösenord från okrypterade webbsidor, något som Procera Networks levererade. Händelsen väckte stark kritik inom företaget, och ledde till att flera från Malmö-kontoret sade upp sina anställningar i protest.
Sandvines affärer med auktoritära stater har väckt Regeringskansliets intresse. En utredning av ISP, tillsammans med FRA resulterade i slutet av 2017 i en PDA-klassning av Sandvines utrustning.
I september 2020 kom rapporter om att Sandvines produkter sålts i Belarus, vars regim använt produkterna för att blockera ett stort antal webbsidor för befolkningen i samband med en rad protester i landet. Sandvine svarade på kritiken med att säga att inga fler affärer kommer att göras i Belarus.
Sandvines produkter har sålts till många diktaturer och auktoritära stater, bland andra Saudiarabien, Förenade Arabemiraten och Ryssland, och i följande länder finns det även belägg för att utrustningen använts för att censurera utvalda delar av internet för miljontals invånare i respektive land: Azerbajdzjan, Egypten och Jordanien.